# Vágs Bóltfelag
El Vágs Bóltfelag (VB Vágur) és un club feroès d'handbol de la ciutat de Vágur.

## Història

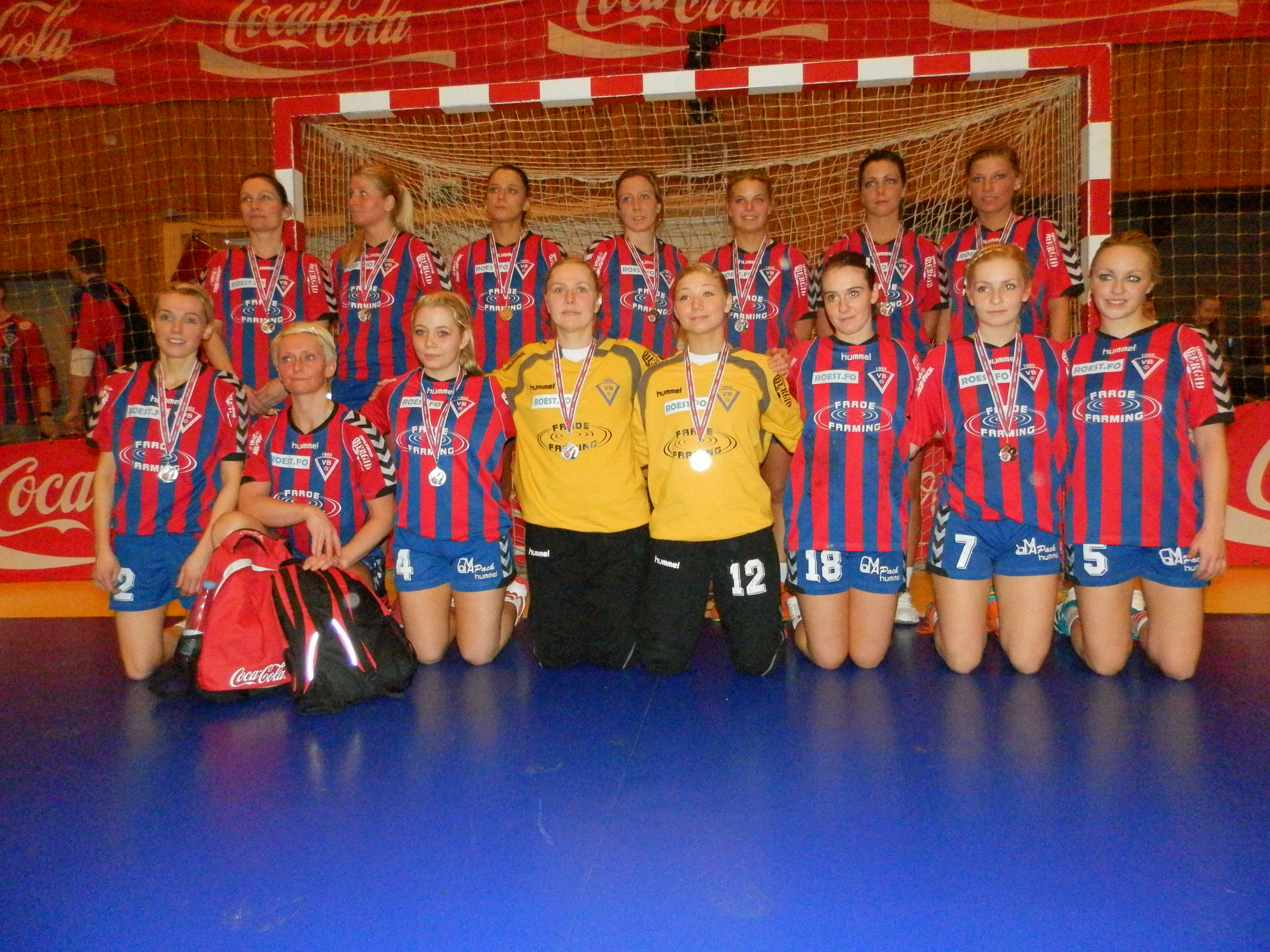
VB femení el 2013.

El club es fundà practicant el futbol el 5 de juny de 1905, adoptant posteriorment l'handbol.

### Handbol femení
L'equip del club més destacat és el femení, campió de la lliga feroesa tres cops, els anys 1950, 2003 i 2005.

### Futbol
L'any 1995 es fusionà amb SÍ (Sumbiar Ítróttarfelag) formant el Sumba/VB, però al cap d'un any es desfeu. Deu anys més tard, el 2005, ambdós clubs tornaren a unir-se formant el VB/Sumba, que més tard adoptà el nom FC Suðuroy. El VB Vágur ha guanyat en la seva història una lliga, l'any 2000, i una copa, el 1974.

## Enllaços externs

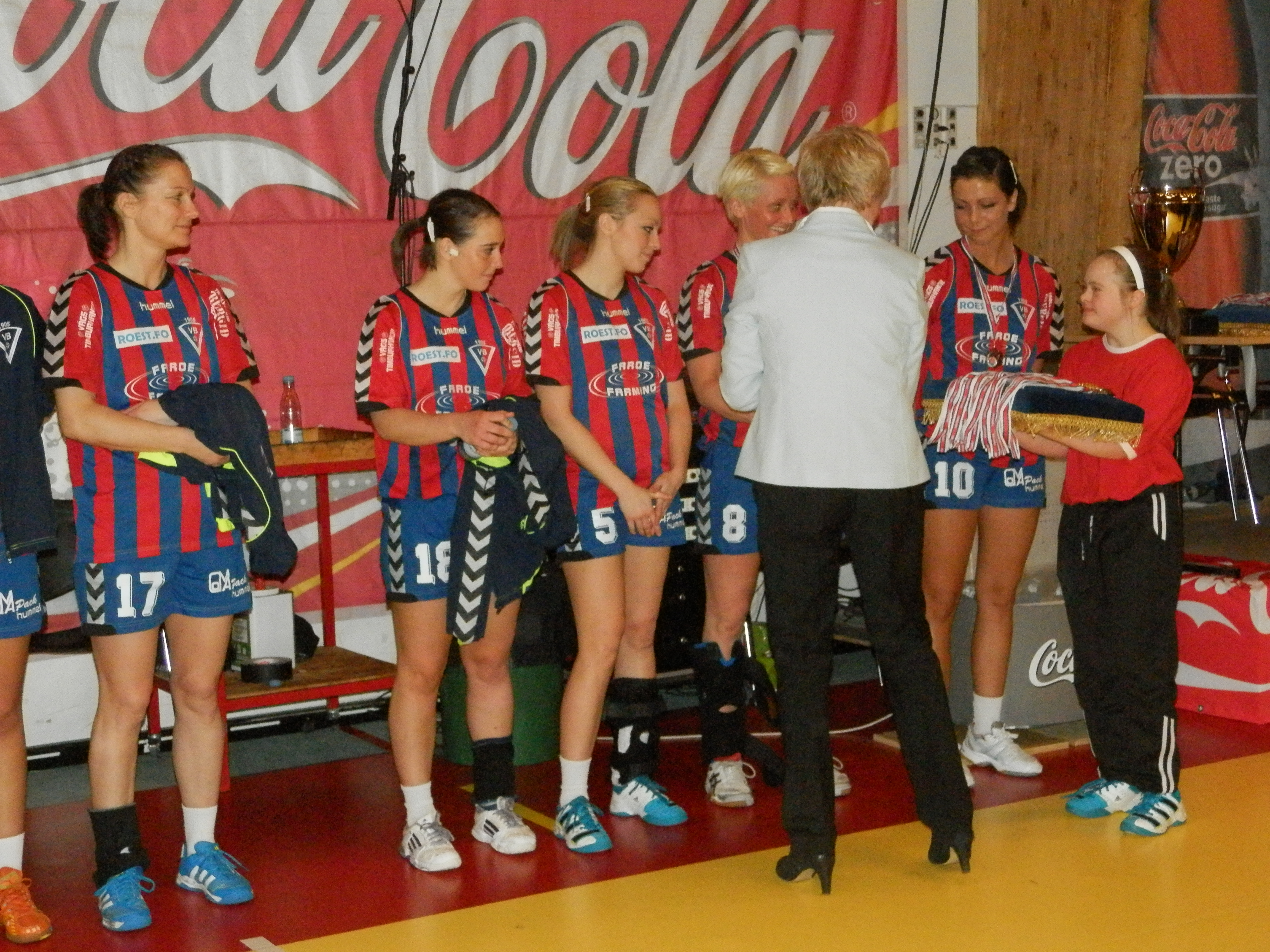
VB el febrer de 2013.

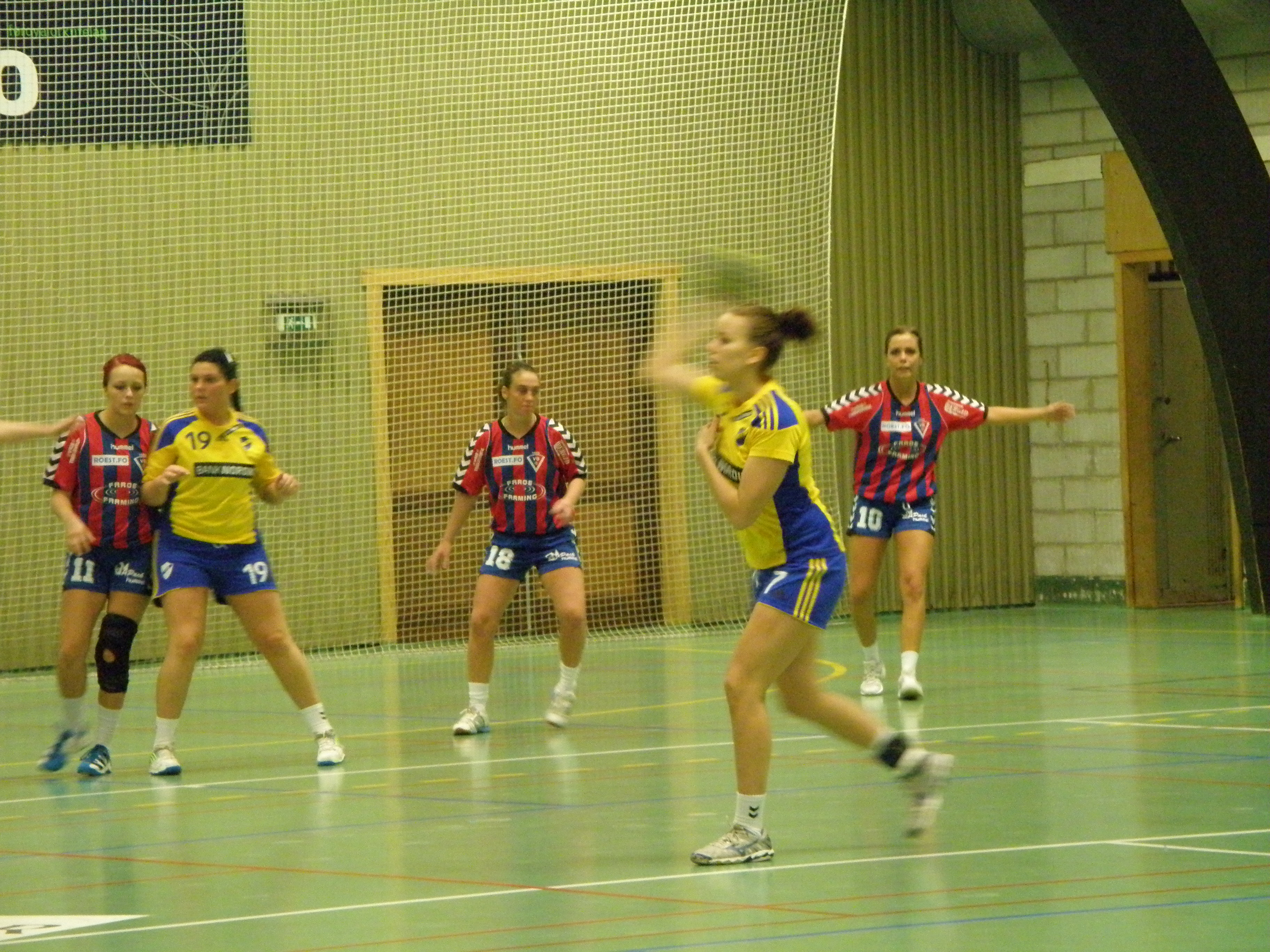
VB vs. VÍF Vestmanna el 2011.

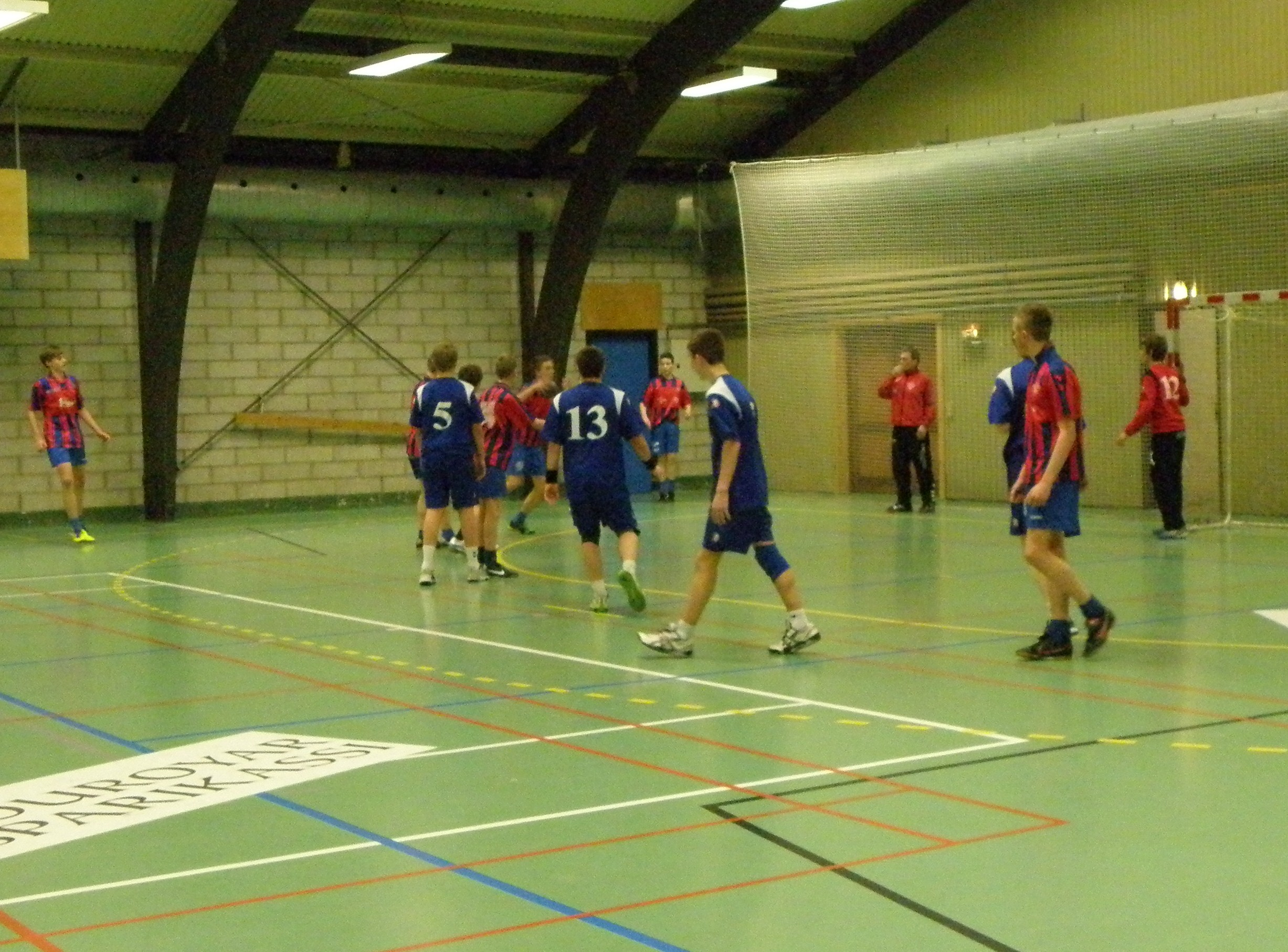
Masculí 16: VB vs. Neistin a Tórshavn el 2011.

## Palmarès
- Lliga feroesa de futbol: 
  - 2000

- Copa feroesa de futbol: 
  - 1974